# Блие, Бернар
Берна́р Блие́ (фр. Bernard Blier; 11 января 1916[…], Буэнос-Айрес, Аргентина — 29 марта 1989[…], Сен-Клу, Франция) — французский актёр.

## Биография
Бернар Блие родился в Буэнос-Айресе, где в то время находилась семья его отца-биолога. Блие учился в Сорбонне и получил звание доктора философии. Ещё в студенческие годы он брал уроки актёрского мастерства. Кинодебют Бернара Блие состоялся в небольшой роли в 1936 году. Сын Бернара Блие, Бертран Блие — известный режиссёр и сценарист.
В последующие годы Блие снимался в шести-семи фильмах в год и стал очень популярен во Франции и Италии.
В 1989 году, за 24 дня до смерти, он был награждён премией «Сезар» за выдающиеся заслуги в кинематографе (французским Оскаром).

## Личная жизнь
Он отец режиссера Бертрана Блие. Снялся во многих фильмах своего сына, один из них «Холодные закуски» (1979).

## Фильмография
- 1938 — Северный отель / Hôtel du Nord, реж. Марсель Карне - Проспер Тримо
- 1939 — День начинается / Le jour se lève, реж. Марсель Карне - Гастон
- 1941 — «Убийство Деда Мороза» / L’assassinat du Père Noël (жандарм), реж. Кристиан-Жак, Роже Шапатт
- 1942 — Фантастическая симфония / La symphonie fantastique, реж. Кристиан-Жак - Антуан Шарбонель
- 1942 — Свадьба Шиффон / Le Mariage de Chiffon, реж. Клод Отан-Лара
- 1943 — Кармен / Carmen, реж. Кристиан-Жак - Ремендадо
- 1947 — Набережная ювелиров / Quai des Orfèvres, реж. Анри Клузо - Морис Мартино
- 1948 — Человек людям / D’homme à hommes, реж. Кристиан-Жак
- 1948 — Деде из Антверпена / Dédée d’Anvers, реж. Ив Аллегре - Рене
- 1950 — Адрес неизвестен / Sans laisser d’adresse
- 1950 — Потерянные сувениры / Souvenirs perdus, реж. Кристиан-Жак
- 1951 — Брачное агентство / Agence matrimoniale, реж. Жан-Поль Ле Шануа
- 1952 — Я был им три раза / Je l’ai été trois fois, реж. Саша Гитри
- 1953 — Перед потопом / Avant le déluge, реж. Андре Кайатт
- 1955 — Гусары / Les Hussards, реж. Алекс Жоффе
- 1955 — Чёрное досье / Le Dossier noir, реж. Андре Кайатт
- 1956 — Преступление и наказание /Le Crime et le Chatiment, по роману Ф. М. Достоевского, реж. Жорж Лампен
- 1957 — Ответный удар  / Retour de manivelle, реж. Дени де Ла Пательер
- 1957 — Человек в непромокаемом плаще / L’Homme à l’imperméable, реж. Жюльен Дювивье
- 1958 — Отверженные / Les Misérables, реж. Жан-Поль Ле Шануа
- 1958 — Сильные мира сего / Les Grandes familles, реж. Дени де ла Пательер
- 1958 — Игрок, по роману Ф. М. Достоевского, реж. Клод Отан-Лара
- 1959 — Мари-Октябрь / Marie-Octobre, реж. Жюльен Дювивье
- 1959 — Глаза любви / Les Yeux de l’amour, реж. Дени де ла Пательер
- 1961 — Президент / Le Président, реж. Анри Вернёй
- 1961 — Да здравствует Генрих IV, да здравствует любовь! / Vive Henri IV, vive l'amour!, реж. Клод Отан-Лара
- 1961 — Чёрный монокль / Le Monocle noir, реж. Жорж Лотнер
- 1961 — Король фальшивомонетчиков / Le cave se rebiffe, реж. Жиль Гранжье
- 1962 — Жерминаль / Germinal, реж. Ив Аллегре
- 1963 — Сто тысяч долларов на солнце / Cent mille dollars au soleil, реж. Анри Вернёй
- 1963 — Дядюшки-гангстеры / Les tontons flingueurs, реж. Жорж Лотнер
- 1964 — Барбузы – секретные агенты / Les Barbouzes, реж. Жорж Лотнер
- 1964 — Охота на мужчину / La Chasse à l’homme, реж. Эдуар Молинаро
- 1964 — Удача и любовь / La Chance et l’Amour, реж. Бертран Тавернье
- 1965 — Вопрос чести/ Una questione d’onore, реж. Луиджи Дзампа
- 1966 — Ресторан господина Септима / Le Grand Restaurant, реж. Жак Бенар
- 1967 — Идиот в Париже / Un idiot à Paris, реж. Серж Корбер
- 1968 — Удастся ли нашим героям найти своего друга, который таинственно исчез в Африке? / Riusciranno i nostri eroi a ritrovare l’amico misteriosamente scomparso in Africa?, реж. Этторе Скола
- 1969 — Мой дядя Бенжамен / Mon oncle Benjamin, по роману Клода Тилье, реж. Эдуар Молинаро
- 1970 — Джо / Jo, реж. Жан Жиро
- 1970 — Она не пьёт, она не курит, она не принимает наркотики, но она говорит / Elle boit pas, elle fume pas, elle drague pas, mais… elle cause !, реж. Мишель Одиар
- 1970 — Рассеянный / Le Distrait, реж. Пьер Ришар
- 1971 — Пусть звучит этот вальс / Laisse aller, c’est une valse, реж. Жорж Лотнер
- 1972 — Высокий блондин в чёрном ботинке / Le Grand Blond avec une chaussure noire, реж. Ив Робер
- 1972 — Убийца, реж. Дени де ла Пательер
- 1972 — Болтает, крадёт… иногда убивает / Elle cause plus… elle flingue, реж. Мишель Одиар
- 1973 — Я ничего не знаю, но всё скажу / Je sais rien mais je dirai tout, реж. Пьер Ришар
- 1973 — «Китайцы в Париже» / Les Chinois à Paris - Президент Франции
- 1975 — Мои друзья / Mes chers amis (1 часть), реж. Марио Моничелли
- 1975 — Не надо молчать потому, что нечего сказать / C’est pas parce qu’on a rien à dire qu’il faut fermer sa gueule, реж. Жак Бенар
- 1976 — Труп моего врага / Le Corps De Mon Ennemi, реж. Анри Вернёй
- 1976 — Золотая ночь / Nuit d’or, реж. Серж Моати
- 1976 — Покой / Calmos, реж. Бертран Блие
- 1979 — Холодные закуски / Buffet Froid, реж. Бертран Блие
- 1979 — Чёрная серия / Série noire, реж. Ален Корно
- 1980 — Повернись, Эудженио/ Voltati Eugenio, реж. Луиджи Коменчини
- 1981 — Нефть! Нефть! / Pétrole ! Pétrole !, реж. Кристиан Жион
- 1981 — Любовная страсть / “Passione d'amore”, майор Тарассо, реж. Этторе Скола
- 1984 — Сердце / Il Cuore, реж. Луиджи Коменчини, по роману Эдмондо де Амичиса
- 1984 — Двойная жизнь Маттиа Паскаля / Le due vita di Mattia Pascal, по роману Луиджи Пиранделло, реж. Марио Моничелли
- 1986 — Твист снова в Москве / Twist again à Moscou, реж. Жана-Мари Пуаре - Алексей
- 1975 — Мои друзья / Mes chers amis (3 часть), реж. Нанни Лой
- 1986 — Давайте надеяться, что будет девочка / Speriamo che sia femmina, реж. Марио Моничелли
- 1987 — Плуты / I picari, реж. Марио Моничелли
- 1988 — Бесы / Les Possédés, по роману Ф. М. Достоевского, реж. Анджей Вайда
- 1988 — Гвоздоед / Mangeclous, реж. Моше Мизрахи
- 1988 — Удар судьбы / Una botta di vita, реж. Энрико Олдоини
- 1989 — Паганини / Paganini, реж. Клаус Кински